# Premio Runet

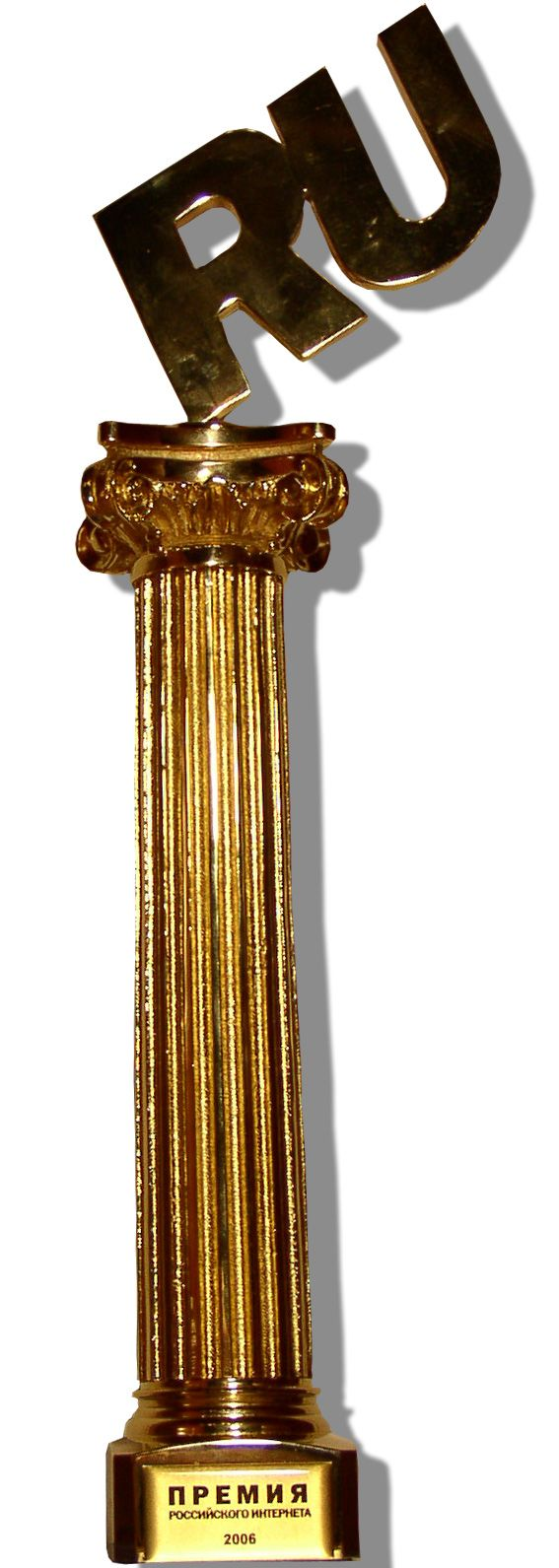
Premio Runet

El Premio Runet (del ruso: Премия Рунета) es un premio nacional de la Federación Rusa. El fundador de éste es la agencia gubernamental rusa FAPMC que supervisa los medios de comunicación del país.
El premio fue entregado por primera vez en 2004, para honorar los sitios web en idioma ruso (mayormente basados en Rusia) en varias categorías. 
En noviembre de 2006 y 2007, el premio de Runet en la categoría “Ciencia y Educación” fue entregado a la versión rusa de Wikipedia. 
Runet es una palabra híbrida de “Rusia” e “Internet”.

## Ganadores

### 2008
Estado y sociedad 
- Sitio oficial de la obra benéfica de la compañía «Euro red» (www.euroset.ru)
- Portal noticiero e informativo «KP.ru» (www.kp.ru)
- Oficina de Información y Relaciones Públicas del Dpto del MININT en Moscú y el proyecto «Petrovka38.ru» (www.petrovka38.ru)
- Nominación especial: Portal «GAI.ru» (www.gai.ru)

Cultura y comunicaciones de masas
- Portal «Afisha.ru» (www.afisha.ru)
- Portal de música «Voces.Ru» (www.zvuki.ru)
- Radio «Eco de Moscú» (www.echo.msk.ru)
- Nominación especial: Portal del canal de TV «TV Centro» (www.tvc.ru)

Ciencia y educación
- Grupo de empresas «Alrededor del mundo» (www.vokrugsveta.ru)
- Proyecto «Mundo abierto de las tecnologías informativas» (www.idea-russia.ru)
- Centro de Formación de Computador «Especialista» de la UETM “N.E. Bauman” (www.specialist.ru)

Economía y negocio
- Grupo de empresas «HeadHunter» (www.hh.ru)
- Compañía «Sky Link» (www.skylink.ru)
- Compañía «1С-Bitrix» (www.1c-bitrix.ru)

Salud y Recreación
- Medio de información deportiva en Internet «Sports.ru» (www.sports.ru)
- Alawar Entertainment (www.alawargroup.ru)
- Capital-Тур (www.capital-tour.ru)
- Nominación especial: Servicio social SORRY.ru (www.sorry.ru)

Tecnologías e innovaciones
- Мicrosoft Рус (www.microsoft.ru)
- Grupo de empresas «Rambler Media» (www.rambler.ru)
- Proveedor de alojamiento «Masterhost» (www.masterhost.ru)

Runet fuera de los límites de RU
- Estación de radio «Voz de Rusia» (www.ruvr.ru), Moscú, Rusia.
- «Catálogo europeo»: guía de Internet de la Europa rusohablante (www.evrokatalog.eu), Riga, Letonia.
- Portal de Internet para niños «Solecito» (www.solnet.ee), Valga, Estonia.

Decena popular 
1.	Оdnoklassniki.ru (www.odnoklassniki.ru)
2.	Sitio de entretenimiento de Рунета (www.bash.org.ru)
3.	Servicio de web UcoZ (www.ucoz.ru)
4.	Mail.ru (www.mail.ru)
5.	Tracker de BitTorrent nacional (www.torrents.ru)
6.	Google.ru (www.google.ru)
7.	Yandex.ru (www.yandex.ru)
8.	La Leyenda: Herencia de los Dragones (www.dwar.ru)
9.	Wikipedia Rusa (ru.wikipedia.org)
10.	Juego online 11x11 (www.11x11.ru)